# جولیان کرئوس
جولیان کرئوس (انگلیسی: Julian Creus؛ ۳۰ ژوئن ۱۹۱۷ – ۹ سپتامبر ۱۹۹۲) وزنه‌بردار اهل بریتانیا بود.
وی در مسابقات کشوری و بین‌المللی در مجموع برندهٔ ۲ مدال نقره شده‌است.